# Закопець Лев Миронович
Закопе́ць Ле́в Мирóнович (нар. 27 лютого 1961, Львів) — український гобоїст, педагог, професор, кандидат мистецтвознавства, Заслужений діяч мистецтв України, директор Львівського державного музичного ліцею ім. С. Крушельницької, професор кафедри духових та ударних інструментів факультету музичного мистецтва Рівненського державного гуманітарного університету, засновник Дитячого благодійного фонду "Метроном", засновник та організатор мистецьких проєктів, представник династії гобоїстів родини Закопець.

## Життєпис

### Освіта
У 1977—1980 роках навчався у Львівському державному музичному училищі, клас гобоя М. Закопця і клас скрипки викл. З. Кобищан і Є. Юфи. 
1985 року закінчив Львівську державну консерваторію імені М. В. Лисенка, клас гобоя проф. В. Цайтца.

### Діяльність
У 1983-1997 рр. — соліст оркестру оперної студії Львівської державної консерваторії ім. М. Лисенка. 
З 1987 року веде клас гобоя у Львівській середній спеціалізованій музичній школі-інтернат ім. С. Крушельницької (тепер Львівський державний музичний ліцей). 
1997 року заснував Дитячий благодійний фонд «Метроном». Робота фонду забезпечила проведення більше ста різноманітних концертів в Україні й за кордоном. 
1999—2015 рр. — викладач кафедри духових і ударних інструментів ЛДК ім. М. Лисенка, доцент (2003). 
1999 року ініціатор створення українсько-польського камерного оркестру «Україна-Польща» (відбувався в межах «Європейських музичних зустрічей у Львові»). Оркестр брав участь в заходах з нагоди приїзду Папи Івана Павла ІІ в Україну. 
2001—2009 рр. завідувач відділом духових та ударних інструментів ЛДМЛ ім. С. Крушельницької. 
З 2009 року — директор Львівського державного музичного ліцею ім. С. Крушельницької.
Із 2010 року організував чималу кількість концертів симфонічного і камерного оркестрів ліцею у Польщі, Франції і Бельгії. 
Засновник та співзасновник багатьох Міжнародних мистецьких проєктів і конкурсів, серед яких: «Європейські музичні зустрічі», «Міжнародний конкурс «Feurich — Virtuoz», «Міжнародного конкурсу скрипалів, альтистів та віолончелістів «Львівський віртуоз», «Міжнародний конкурс виконавців на духових інструментах ім. В. Антоніва і М. Закопця», «Міжнародний конкурс молодих піаністів «C. Becshtein», «Юні таланти України». 
Випускники-гобоїсти: Ю. Літун, К. Омельченко, Т. Головацький, В. Закопець, М. Закопець, А. Іванків, М. Максимів, Р. Савицький, Ю. Хвостов, І. Кубрак, М. Лень, В. Шостак, Т. Нестер, С. Борисов, С. Сивохіп, Р. Кальметьєв та ін.

## Публікації

### Навчально-методичні посібники
- «Методика гри на гобої» (співавтор, 2002)
- «Гобойні награвання» (2019)
- «Етюди в характерах і настроях» (2019)[1][2][3]

### Монографія
- Львівська гобойна школа: ґенеза, виконавсько-педагогічні принципи, культурні зв'язки, представники : монографія / Лев Миронович Закопець. — Рівне : О. Зень, 2024 — 256 с.

### Основні наукові праці
- Львівська гобойна школа: ґенеза, виконавсько-педагогічні принципи, культурні зв'язки : дис. ... канд. мистецтвознавства : 17.00.03 «Музичне мистецтво» ; Львів. нац. муз. акад. ім. М. В. Лисенка. Львів, 2021. 204 с.
- Про мого викладача, заслуженого діяча мистецтв України, професора, завідувача кафедри духових та ударних інструментів Львівської національної музичної академії ім. М. В. Лисенка Цайтца В’ячеслава Борисовича. Наукові збірки Львівської національної музичної академії ім. М. В. Лисенка : Дорогою натхнення та краси. Вип. 23. Львів, 2009. С. 3–9.
- Творчість В’ячеслава Борисовича Цайтца в еволюційному розвитку львівської гобойної школи. Часопис НМАУ ім. П. Чайковського. 2020. Вип. 2–3 (47–48). С. 222–234.
- Концерт для гобоя з оркестром Віктора Камінського. Наукові збірки ЛНМА ім. М. В. Лисенка : Молоде музикознавство. Львів, 2008. Вип. 20. С. 59–65.
- Концертні жанри для гобоя у творчості українських композиторів (на прикладі Concerto grosso № 3 для гобоя, віолончелі та камерного оркестру Золтана Алмаші). Наукові збірки ЛНМА ім. М. В. Лисенка : Камерно-інструментальний ансамбль: історія, теорія, практика. Львів, 2011. Вип. 25. С. 258–267.
- Історія виникнення й професійної діяльності відділу духових та ударних інструментів Львівської середньої спеціалізованої музичної школи-інтернату імені Соломії Крушельницької. Історія становлення та перспективи розвитку духової музики в контексті національної культури України та зарубіжжя: збірник наукових праць. Рівне : РДГУ, 2019. Вип. 11. С. 66–71.
- Ретроспективний аналіз львівської гобойної школи в контексті мистецьких традицій Європи. Науковий часопис НПУ ім. М. Драгоманова. Серія 14: Теорія і методика мистецької освіти. Київ, 2017. Вип. 22 (27). Ч. 1. С. 200–203.
- Еволюція львівської гобойної школи в контексті європейських традицій. Формування творчої особистості в інформаційному просторі сучасної культури : збірка статей за матеріалами ІІІ Всеукраїнської науково-практичної конференції викладачів ССМЗ. Харків, 2009. С. 8–11.
- Формування українського репертуару для гобоя. Малі форми. Історія становлення та перспективи розвитку духової музики в контексті національної культури України та зарубіжжя: збірник матеріалів V-ої Міжнародної науково-практичної конференції. Випуск 5. Рівне : Волинські обереги, 2013. С. 70–74.
- Методичні основи роботи зі звуком на початковому етапі навчання гри на гобої. Нова педагогічна думка : науково-методичний журнал. Рівне, 2016. № 4 (88). С. 62–65.
- Методичні аспекти формування чистоти інтонації у процесі навчання підлітків гри на гобої. Науковий часопис НПУ ім. М. Драгоманова. Серія 14: Теорія і методика мистецької освіти. Київ, 204 2018. Вип. 25 (30). С. 69–72. [3]

## Нагороди
- Нагорода Республіки Польща «За видатну педагогічну майстерність»
- Почесна Грамота Міністерства культури і туризму України «За вагомий внесок у створенні духовних цінностей та високу професійну майстерність» (2009 р.)
- Почесна Грамота Львівської державної обласної адміністрації (2010 р.)
- Почесне звання «Заслужений діяч мистецтв України» (2012 р.)
- Почесна Грамота Кабінету Міністрів України «За вагомий внесок у забезпечення розвитку національного музичного мистецтва та багаторічну сумлінну працю» (2015 р.)
- Грамота Верховної Ради України «За вагомий особистий внесок у розвиток вітчизняної освіти, багаторічну сумлінну працю, високий професіоналізм, впровадження сучасних методів навчання і виховання молоді» (2016 р.)
- Подяка міністерства культури України «За сприяння та популяризацію класичної музики в Україні» (2017 р.)
- Подяка Львівського міського Голови (2019 р.)
- Нагрудний знак МОН України «Відмінник освіти України» (2021 р.)[1][2][3]